# Kim Amb
Kim Oscar Amb (Solna, 31 luglio 1990) è un giavellottista svedese.

## Progressione
- 2008 - 67,59 m
- 2010 - 77,81 m
- 2011 - 80,09 m
- 2012 - 81,84 m
- 2013 - 84,61 m
- 2014 - 84,14 m
- 2015 - 82,40 m
- 2016 - 84,50 m

## Palmarès
| Anno | Manifestazione    | Sede           | Evento                 | Risultato | Prestazione | Note |
| ---- | ----------------- | -------------- | ---------------------- | --------- | ----------- | ---- |
| 2008 | Mondiali juniores | Bydgoszcz      | Lancio del giavellotto | 13º (q)   | 67,59 m     |      |
| 2011 | Europei under 23  | Ostrava        | Lancio del giavellotto | 4º        | 79,48 m     |      |
| 2012 | Europei           | Helsinki       | Lancio del giavellotto | 7º        | 79,03 m     |      |
| 2012 | Giochi olimpici   | Londra         | Lancio del giavellotto | 18º (q)   | 78,94 m     |      |
| 2013 | Mondiali          | Mosca          | Lancio del giavellotto | 10º       | 78,91 m     |      |
| 2014 | Europei           | Zurigo         | Lancio del giavellotto | nm (q)    | nm (q)      |      |
| 2015 | Mondiali          | Pechino        | Lancio del giavellotto | 11º       | 78,51 m     |      |
| 2016 | Europei           | Amsterdam      | Lancio del giavellotto | 7º        | 79,36 m     |      |
| 2016 | Giochi olimpici   | Rio de Janeiro | Lancio del giavellotto | 17º (q)   | 80,49 m     |      |
| 2019 | Mondiali          | Doha           | Lancio del giavellotto | 8º        | 80,42 m     |      |
| 2021 | Giochi olimpici   | Tokyo          | Lancio del giavellotto | 11º       | 79,69 m     |      |

## Altre competizioni internazionali
2013
- Argento agli Europei a squadre (first league) ( Dublino), lancio del giavellotto - 79,44 m